# Тримсквида
„Тримсквида“ или „Поема на Трим“ е една от най-известните поеми от Поетичната Еда. Скандинавският мит има трайна популярност в Скандинавия и продължава да бъде разказвана и пята в няколко форми до XIX век.

## История
Великанът Трим краде чука на Тор, Мьолнир, и за да го върне, иска богинята Фрея за жена. Вместо Фрея асите преобличат Тор като булката и Локи като шаферката, които тръгват за Йотунхайм за „сватбата“. Идентичността на Тор е комично намекната по време на сватбата (богът изяжда цял вол сам), а Локи предоставя слаби обяснения, които великаните приемат спрямо странното поведение на булката. Мьолнир е връчен в ръцете на Тор като част от сватбената церемония, позволявайки на бога да порази великаните и да се прибере у дома.

## Анализ
Няма съгласие сред учените относно възрастта на Тримсквида. Някои я смятат за чисто езическа и една от най-старите поеми в Еда. Други предлагат, че е християнска пародия на езическите богове.
Аналогия със странните обяснения на Локи относно поведението на Тор може да се направи с „Червената шапчица“, където вълкът дава еднакво странни обяснения относно външния си вид на внучката.